# Borowiec Pierwszy
Borowiec Pierwszy – wieś w Polsce położona w województwie mazowieckim, w powiecie radomskim, w gminie Przytyk.
W latach 1975–1998 miejscowość administracyjnie należała do województwa radomskiego.